# Республіка Казантип

Центральний вхід

45°17′29″ пн. ш. 33°2′17″ сх. д. / 45.29139° пн. ш. 33.03806° сх. д.
Респу́бліка Казанти́п (Оранжева республіка, Республіка Казантип, Казантип) — у минулому щорічний музичний фестиваль електронної музики в селі Попівка, Україна. Вважався одним з найвідоміших фестивалів електронної музики у Східній Європі.
Символ фестивалю — «Жовта валіза», що дає власнику право безоплатного входу на територію «республіки Казантип». Схожий образ валізи з таблетками, що дають радість, є в радянському фільмі 1970 року «Пригоди жовтої валізки».
З 1995 року першим постійним місцем проведення фестивалю було містечко Щолкіне, поряд з яким розташовувалася недобудована Кримська АЕС. Від 1999 року фестиваль проводився на мисі Казантип просто неба, від чого й отримав назву. В 1998 першим «громадянином республіки» став її законодавець Микита Маршунок, який організував масштабний клубний захід просто неба під девізом «головний проєкт літа».
2000 року фестиваль проводився під Судаком, з 2001 року — неподалік Євпаторії, у селищі Попівка.
2013 року фестиваль провели у Криму восстаннє. Після окупації Криму Росією проведення фестивалю на півострові стало неможливим, як із причини неможливості запрошення іноземних гостей, так і внаслідок недружнього ставлення окупаційної влади.
2014 року фестиваль провели в Анаклії (Грузія), однак кількість учасників цього фестивалю знизилась до 5 000 осіб. Після 2014 фестиваль не проводили.